# Municipio de Jitotol
El municipio de Jitotol es un municipio mexicano que se ubica al norte del estado mexicano de Chiapas, su cabecera municipal es la localidad del mismo nombre. Jitotol quiere decir en náhuatl, Lugar de la lengua hermosa. 

## Geografía
Limita al norte con el municipio de Pueblo Nuevo Solistahuacán, al noroeste con el municipio de Rayón, al este con los municipios de Simojovel y El Bosque, al noreste con el municipio de San Andrés Duraznal, al sur con el municipio de Bochil y al oeste con el municipio de Pantepec.
|                 | Norte: Pueblo Nuevo Solistahuacán, Rayón |                            |
| Oeste: Pantepec |                                          | Este: Simojovel, El Bosque |
|                 | Sur: Bochil                              |                            |

### Extensión
El municipio abarca una superficie de 235.40 km². Integra la región socioeconómica VII De Los Bosques, y su extensión representa el 10% de la superficie total de la región.

### Topografía
Constituido en un 95% por terrenos accidentados y el resto es de zonas semiplanas.
Hidrografía
Los ríos Isidro Cuculhó, Del Rosario y Jitotol.

### Clima
Templado subhúmedo con abundantes lluvias en verano con una precipitación pluvial de 1,800 milímetros anuales. 

### Flora
Selva alta, la cual está compuesta por árboles de chite, mirasol, jopi, palo de danta, hule, caoba, amate, cedro, ceiba, chicozapote, jimba, ciprés, pino, romerillo, manzanilla, sabino y roble. 

### Fauna
Boa, coral, iguana de ribera, tortuga plana, tortuga cocodrilo, zopilote rey, armadillo, jabalí, puerco espín, tamborcillo, tejón, tlacuache, venado cabrito, ardilla voladora y zorrillo.

### Geomorfología
Constituido geológicamente por terrenos del cretácico superior y terciario paleoceno, los tipos de suelo predominantes son: luvisol, nitosol y feozem, su uso principal es pecuario y bosque correspondiendo el 60% de su territorio a terrenos ejidales y el 40% a propiedad privada.

### Tradiciones
Celebraciones en honor a San Juan, Semana Santa, el día de la Santa Cruz, día de Muertos, la Navidad y el Año Nuevo, la fiesta de Carnaval.

### Centros Turísticos
Las Cascadas de San Martín, Cabañas Siempre Verde, Centro ecoturístico Na’Mut y el restaurante turístico el Diamante

## Demografía
De acuerdo a los resultados del Censo de Población y Vivienda de 2020 realizado por el Instituto Nacional de Estadística y Geografía, la población total del municipio es de 24 966 habitantes, lo que representa un crecimiento promedio de 3% anual en el período 2010-2020 sobre la base de los 18 683 habitantes registrados en el censo anterior. Al año 2020 la densidad del municipio era de 106,1 hab/km².
| Gráfica de evolución demográfica de Municipio de Jitotol entre 2000 y 2020 |
|                                                                            |
| Fuente: Instituto Nacional de Estadística Geografía e Informática          |

El 49.8% de los habitantes eran hombres y el 50.2% eran mujeres. El 84.2% de los habitantes mayores de 15 años (11 973 personas) estaba alfabetizado. La población indígena sumaba 19 046 personas.
En el año 2010 estaba clasificado como un municipio de grado alto de vulnerabilidad social, con el 64.57% de su población en estado de pobreza extrema. Según los datos obtenidos en el censo de 2020, la situación de pobreza extrema afectaba al 51.3% de la población (14 457 personas).

### Localidades
En el censo de 2020 el municipio de Jitotol contaba con 59 localidades.
| Código INEGI      | Localidad         | Población (2020) |
| ----------------- | ----------------- | ---------------- |
| 070470001         | Jitotol           | 5 580            |
| 070470022         | Carmen Zacatal    | 2 971            |
| 070470043         | Las Maravillas    | 2 699            |
| 070470010         | El Ámbar          | 1 742            |
| 070470029         | Cálido            | 1 552            |
| Otras localidades | Otras localidades | 10 422           |
| Total municipal   | Total municipal   | 24 966           |